# 性別平等

性别平等的通用符号

性别平等 （英語：Gender equality），又称男女平等、女男平等、兩性平等、性別平權、性别平等主义，傳統上也指兩性應享有平等的公民權利，在「政治、經濟、社會、氣質、家庭」中应受到完全平等对待，反對性别歧视。性別平等是《世界人权宣言》的目标之一，其目的是营造性別平等的法律和社会环境，例如民主活动和确保同工同酬。具体实践中，性别平等的目标是使兩性在整个社会生活中平等对待，而不只是在政治、工作或其他政策规定的领域。
聯合國兒童基金會表示，性別平等「意味著女性和男性、女孩和男孩享有相同的權利、資源、機會和保護。它並不要求女孩和男孩，或女性和男性，一視同仁，或者他們受到同等對待 完全一樣。」
截至2017年，性別平等是聯合國十七項可持續發展目標 (SDG 5) 中的第五項。聯合國開發計劃署的人類發展報告每年都會衡量性別不平等情況。

## 现況
2015年聯合國舉行世界女性领袖高层会议，呼吁实现性别平等，联合国大会通过的题为《团结起来实现性别平等》的声明指出，1995年在中國北京举行的联合国第四次世界妇女大会所通过的有关实现男女在参政、议政等方面平等的承诺尚未完成，不应再等一个世纪，各国政府应确保在2020年前完全落实北京行动纲领所提出的12个关键领域任务，赋予妇女参政权利，切实保护妇女和儿童权益。会议由联合国妇女署组织召开，来自60多个国家政界、经济、文化等领域的妇女领袖、行业精英和代表出席。会议以“妇女和权利，建设一个不同的世界”为主题，总结了北京会议以来妇女在参政议政实践中的经验和教训，商讨如何确保妇女在建设更加平等的社会中发挥重要作用。2023年3月5日，聯合國秘書長安東尼奧·古特雷斯向婦女地位委員會發表講話，稱性別平等方面的進展“正在我們眼前消失”，指根據聯合國婦女署的最新估計，性別平等「還有300年」，提出孕產婦死亡率高、女孩被迫早婚以及女孩因上學而被綁架和毆打的例子，表明實現性別平等的希望「越來越遙遠」。

## 意涵
現時對於性別平等的意涵，除了「男女兩性平等」之外，更廣泛的涵蓋不同性別、性取向、性別認同、性別氣質以及LGBT權利對多元性別者的性別平等。
台灣相關法律包括《性別平等教育法》、《性別平等教育法施行細則》、《性別平等工作法》、《性別工作平等法施行細則》、《性別工作平等申訴審議處理辦法》、《性別工作平等訴訟法律扶助辦法》。

## 註解
1. ↑  國際勞工組織同樣將性別平等定義為「男性和女性以及男孩和女孩在生活的各個領域享有平等的權利、機會和待遇」。

## 外部連結
- 教育部性別平等全球資訊網 （页面存档备份，存于）
- 行政院性別平等會 （页面存档备份，存于）
- 台灣性別平等教育協會 Taiwan Gender Equity Education Association 〔重要〕（important)

（页面存档备份，存于）